# International Docking System Standard

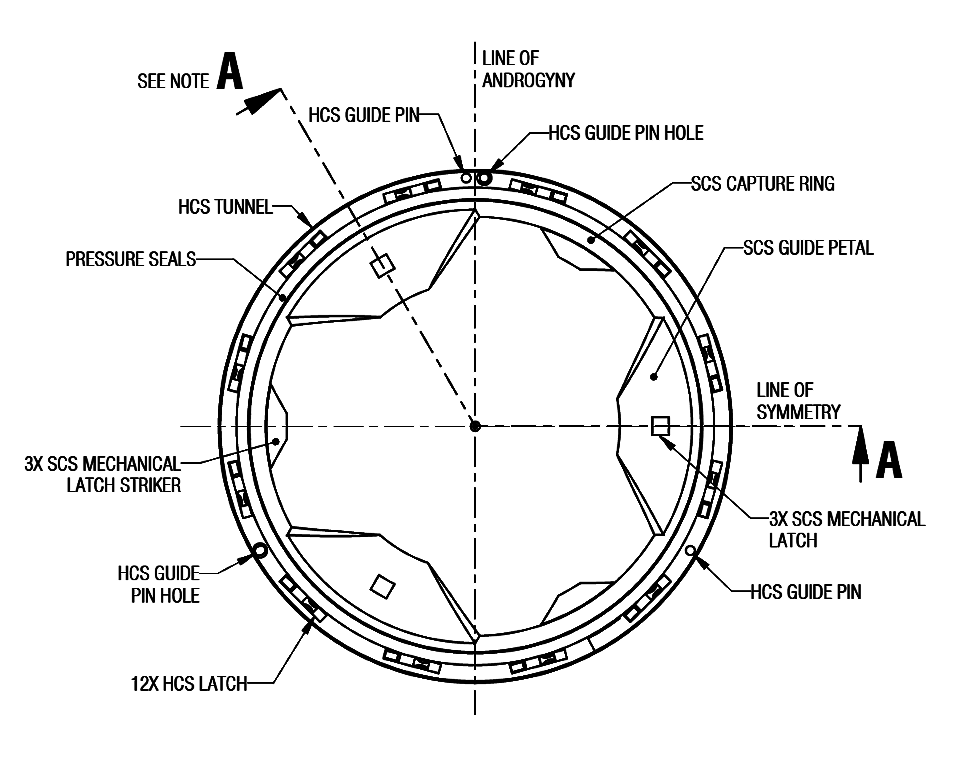
Schema tecnico dell'IDSS.

L’International Docking System Standard (IDSS) è uno standard internazionale per i sistemi di aggancio di veicoli spaziali. È stato creato dai partner internazionali della Stazione spaziale internazionale: NASA, Roscosmos, JAXA, ESA e CSA.
Il primo progetto dell'IDSS è stato realizzato nel 2010. Lo scopo di questo standard è avere un sistema di aggancio unico per tutte le 5 agenzie spaziali che hanno accesso alla ISS.

## Funzioni
L'IDSS è stato studiato per consentire sia l'attracco automatico che quello pilotato e dispone di dispositivi pirotecnici per lo sgancio di emergenza. Dopo l'aggancio, un'interfaccia elettro-meccanica consente lo scambio di energia, dati, comandi, aria e permette la comunicazione tra i due veicoli spaziali. In future implementazioni sarà aggiunta la possibilità di trasferire acqua, combustibile, ossidante e fluido pressurizzante.
Lo standard è stato progettato per consentire il passaggio di persone e merci da un veicolo all'altro e dispone di un'area di passaggio con un diametro di 80 centimetri.

## Implementazioni
La NASA ha sviluppato il NASA Docking System seguendo le specifiche dell'IDSS. Ha inoltre realizzato l'International Docking Adapter, che funge da adattatore tra il vecchio standard di aggancio russo APAS-95, che veniva usato sulla Mir e sui moduli russi della ISS, e il NASA Docking System.
L'ESA ha sviluppato l'International Berthing and Docking Mechanism, che si basa sullo standard IDSS.